# سنتز کینازولین نیمنتوفسکی
سنتز کینازولین نیمنتوفسکی (به انگلیسی: Niementowski quinazoline synthesis) واکنش شیمیایی آنترانیلیک اسیدها با آمیدها برای ایجاد ۴-اکسو-۴٬۳-دی‌هیدروکینازولین‌ها (H3-کینازولین-۴-اون) است.